# William Paley
William Paley, angleški duhovnik, krščanski apologet in filozof, * 14. julij 1743, Peterborough, Anglija, † 25. maj 1805, Bishopwearmouth, Anglija.
Znan je po svoji razpravi o naravni teologiji, napisani v začetku 19. stoletja, v kateri obravnava teološki argument o odnosu med Bogom, naravo in znanostjo, kar je vse predstavil v delu Naravna teologija (Natural Theology: or, Evidences of the Existence and Attributes of the Deity, 1802).

## Življenje
William Paley se je rodil 14.7.1743 v Peterboroughu, Anglija. Njegov oče je bil pedagog in kanonik v Peterboroughu, njegovo mater pa opisujejo kot skromno in inteligentno žensko. Leta 1758 je bil sprejet na Christ College v Cambridgeu, kjer je bil njegov oče ravnatelj. Bil je vesten učenec, še posebej pa se je zanimal za matematiko. Leta 1763 je diplomiral in postal sodni sluga na akademiji v Greenwichu. 
Leta 1766 je začel poučevati na Christ Collegeu in se v tem času spoprijateljil z Johnom Lawjem, poučeval pa je metafiziko, moralno filozofijo in Novo zavezo. Predaval je tudi o moralni filozofiji Johna Locka, Samuela Clarka in Josepha Butlerja. Svoja predavanja je kasneje strnil v najpomembnejše delo Načela moralne in politične filozofije (Principles of Moral and Political Philosophy), ki je izšlo leta 1785. Delo je bilo že naslednje leto vključeno v izpitno gradivo cambriške univerze.
Leta 1767 je postal duhovnik v župnišču v Musgraveju v Cumberlandu. Leta 1776 je zapustil omenjeno župnijo in postal duhovnik dveh župnij, Appleby in Dalston. Kasneje, leta 1782, je postal arhidiakon, leta 1785 pa rektor škofije Carlisle. Od leta 1789 do leta 1792 je bil aktivni nasprotnik trgovine s sužnji. V času ameriške revolucije je bil Paley podpornik ameriških kolonij, saj je verjel, da bo to vodilo do uničenja svetovnega suženjstva.
Leta 1790 je Paley objavil svoj prvi esej o krščanski apologetiki, z naslovom, Horae Paulinae, or The Truth of the Scripture History of St Paul. V delu primerja Pavlova pisma z Apostolskimi deli. Leta 1794 je bila Paleyova knjiga 'Pogledi na krščanstvo (View of the Evidences of Christianity) dodana v učni načrt Univerze v Cambridgeu. Za svoje delo so mu vplivnejši angleški škofje podelili več prestižnejših funkcij in nazivov.
V zadnjih letih svojega življenja je Paley napisal pomembno razpravo z naslovom Naravna teologija: dokazi za obstoj Boga (Natural Theology: or, Evidences of the Existence and Attributes of the Deity), kjer predstavi odnos med naravo, znanostjo in Bogom. Začenja se s slavno analogijo o urarju in uri. V času pisanja knjige je zbolel. Umrl je 25. maja 1805 v Bishopwearmounthu, Anglija, pokopan je v katedrali Carlisle s svojima ženama. 

## Delo
Eno izmed najbolj vplivnih filozofskih besedil v angleškem poznem razsvetljenstvu je bilo delo Načela moralne in politične filozofije (Principles of Moral and Political Philosophy, 1785), v katerem je Paley predstavil številne pravne razprave o zakonih v Veliki Britaniji. Prav tako pa je navedel tudi razprave v ameriškem kongresu. Knjiga je bila del učnega načrta na Univerzi v Cambridgeu vse do viktorijanske dobe, tako da je bila obvezno čtivo tudi za Charlesa Darwina, ki je študiral teologijo na Christ College (1828-31). Portreti Darwina in Paleya so ohranjeni še danes na omenjenem kolidžu.
Paley je znan tudi zaradi prispevka k filozofiji religije, utilitaristične etike in krščanske apologetike. 1802 je bila izdana njegova zadnja knjiga z naslovom Naravna teologija (Natural Theology: or, Evidences of the Existence and Attributes of the Deity). Kot je navedeno v uvodu, je knjigo videl kot skupek izjav svojih drugih filozofskih in teoloških knjig. Predlaga, da se Naravno teologijo prebere pred ostalimi njegovimi deli, saj je le tako možno sistematično razumeti njegove argumente. Glavna misel knjige je, da je božje oblikovanje celotne stvarnosti vidno v sreči in harmoniji, kar je očitno v družbenem in fizičnem redu stvari. Paleyjeva knjiga spada v tradicijo del naravne teologije, napisane v času razsvetljenstva. Vzorniki Paleyovega mišljenja so bili John Ray, William Derham in Bernard Nieuwentyt. 
Paleyjevi argumenti temeljijo predvsem na anatomiji in naravni zgodovini. Sam je dejal: »Kar se mene tiče, svoje stališče postavljam na človeški anatomiji.« Sam je razvil veliko metafor in analogij, njegova najbolj znana je napisana v uvodu v delo Naravna teologija (1802), ki se navezuje na urarja in uro. Iz zapletenosti, ki jo opazimo v naravi, potem sledi, da je to zapletenost nekdo ustvaril: to pa ni bil nihče drug kot neko nadnaravno bitje, tj. Bog. Veliko zgodovinarjev, filozofov in teologov to analogijo imenujejo 'urarjeva analogija'. Skoznjo predstavi planetarno kroženje in trdi, da redno gibanje sončnega sistema spominja na delovanje velikanske ure. Da podpre svojo izjavo navaja citate svojega prijatelja, matematika Johna Lawja in astronoma Johna Brinkleyja. Izvor te ideje je možno najti že v časih sončne ure in Ptolemeja, kjer je ponazorjen božanski red sveta. Ves ta prikaz je viden v Ciceronovemu delu De Natura Deorum. 

## Zapuščina
Paleyjeva dela se pojavljajo med študijskim gradivom programa filozofija religije. Posredno je Paleyevemu argumentu za obstoj Boga že generacijo prej nasprotoval škotski filozof David Hume, vendar so bila Paleyjeva dela med leti 1800 in 1840 vplivnejša od Humovih. Charles Darwin, ki bil tekom študija pod vplivom Paleyeve naravne teologije, je začel po potovanjih z ladjo Beagle in proučevanjem zbranega gradiva dvomiti v božje stvarjenje sveta. Ugotovitve, ki predstavljajo začetek moderne evolucijske biologije, je kasneje Darwin strnil v delu O izvoru vrst (On the Origin of Species, 1859). 
Richard Dawkins v delu Slepi urar (The Blind Watchmaker) kategorično zavrne Paleyevo analogijo o urarju. Če je nekaj zapleteno sestavljeno, še ne pomeni, da ima ex nihilo stvarnika, kar ponazori s Paleyjevim primerom očesa. 